# EOS Coach Manufacturing Company
EOS Coach Manufacturing Company – były belgijski producent autokarów z siedzibą w Bree

## Historia

### LAG Bus Manufacturing Company
Zakłady powstały w 1947 przez braci Lamberta i Arnolda Geusens i za profil działalności obrały produkcję naczep, wsławiając się wprowadzeniem na rynek pierwszej cysterny do przewozu produktów ropopochodnych o budowie aluminiowej. W grudniu 1975 podczas targów motoryzacyjnych w belgijskim Kortrijk, LAG zaprezentował model autobusu miejskiego opartego na podwoziu DAF, z nadwoziem wykonanym ze poliestru, mieszczącym 49 pasażerów na miejscach siedzących i 31 stojących. Zapowiedziano utworzenie zakładu odpowiedzialnego za produkcję autobusów, zwiększając wolumen produkcyjny ze szacowanych 15 do 150 zabudów rocznie, na każdym typie podwozia. Firma rozważała wejście na rynek autokarów. Głównymi odbiorcami miejskich autobusów LAG stało się Krajowe Towarzystwo Kolei Sąsiedzkich (Société nationale des chemins de fer vicinaux /Nationale Maatschappij Van Buurtspoorwegen, w skrócie SNCV/NMVB). W październiku 1981 r, przedstawiono model Galaxy na podwoziu Volvo B10M i zapowiedziano wejście na rynek brytyjski. To nastąpiło rok później. wprowadzając model Galaxy, w cenie od £39 800 za wersję standardową, i £44 850 za wersję podwyższoną; później w listopadzie zapowiedziano dołączenie modelu Tristar do oferty. Zadebiutował on na targach Brussels Motor Show w 1983, charakteryzując się 3-osiowym podwoziem i niezależnym zawieszeniem sześciu kół (w rok od premiery wyprodukowano 20 egzemplarzy). Firma eksportowała swoje produkty do Stanów Zjednoczonych. Na rok 1985 produkcja LAG wynosiła 98 pojazdów (15 autobusów i 83 autokary), zdolności produkcyjne szacowane na 150 pojazdów. W 1987 przedstawiono rodzinę modelu Atlantic i model Panoramic napędzany nową rodziną silników DAF ATi. Wyodrębniono prawnie osobną spółkę skupiającą się na produkcji autobusów - LAG Bus Manufacturing Company. W Wielkiej Brytanii powstał oddział LAG Bus zajmujący się sprzedażą autokarów LAG na Wyspach. Ponadto belgijskie pojazdy eksportowano do Stanów Zjednoczonych za pośrednictwem LAG Motorcoach z siedzibą w Belcamp, w stanie Maryland. W październiku 1989 na 10 edycji Kortrijk Show. pokazano dwa prototypy następcy Panoramic - model EOS. Zasilane silnikami MAN i DAF miały zostać wprowadzone do produkcji seryjnej wiosną 1990 we nowo wybudowanej w tym celu fabryce, i spenetrować rynek luksusowych autokarów, W wersji przeznaczonej na rynek brytyjski charakteryzował się przednimi hamulcami tarczowymi, zmniejszoną masą własną do 11 ton, zwiększoną przestrzenią bagażową do 13,8 m² w stosunku do wersji kontynentalnej, tj. 11,9 m² (w porównaniu do 8,3 m w modelu Panoramic) i przykręcanymi bocznymi szybami celem ułatwienia ich wymiany. Oficjalnie, 25 czerwca 1990 ponoszące straty LAG Bus Manufacturing Company zostało przejęte przez Van Hool i przemianowane na EOS Coach Manufacturing Company N.V..     

#### Gama autokarów LAG
Gama autokarów LAG opierała się na:
- Tristar (1983–1990) – midibus oparty na podwoziu Mercedes-Benz
- AI300/AI450 – autobus miejski; za pierwotny design odpowiedzialny było biuro projektowe I.DE.A Institute
- Panoramic (LAG Galaxy Integral "Panoramic") – napędzany silnikami DAF oraz Cummins; od 1987 zasilany silnikami DAF z rodziny ATi
- Galaxy – autokar o długości 12 m., początkowo oferowany jako zabudowa na podwoziu DAF SB, Leyland Tiger, Volvo B10M oraz Scania, później dołączyła wersja zintegrowana – Integral; dostępne 2 warianty - standardowa oraz podwyższona)
- EOS (1989–1990) – prototypy, po przejęciu firmy przez Van Hool został wprowadzony na rynek jako EOS 100 i flagowy model w gamie Van Hool
- zabudowa na podwoziu Renault Trafic (premiera: 1987)[7]
- Atlantic (zabudowa na podwoziu MAN-VW; 1987–1990)

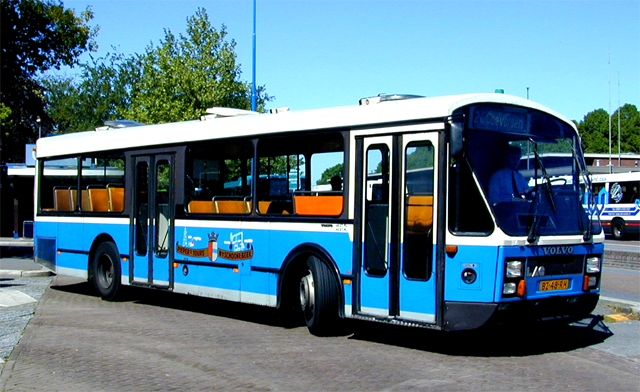
LAG AI450

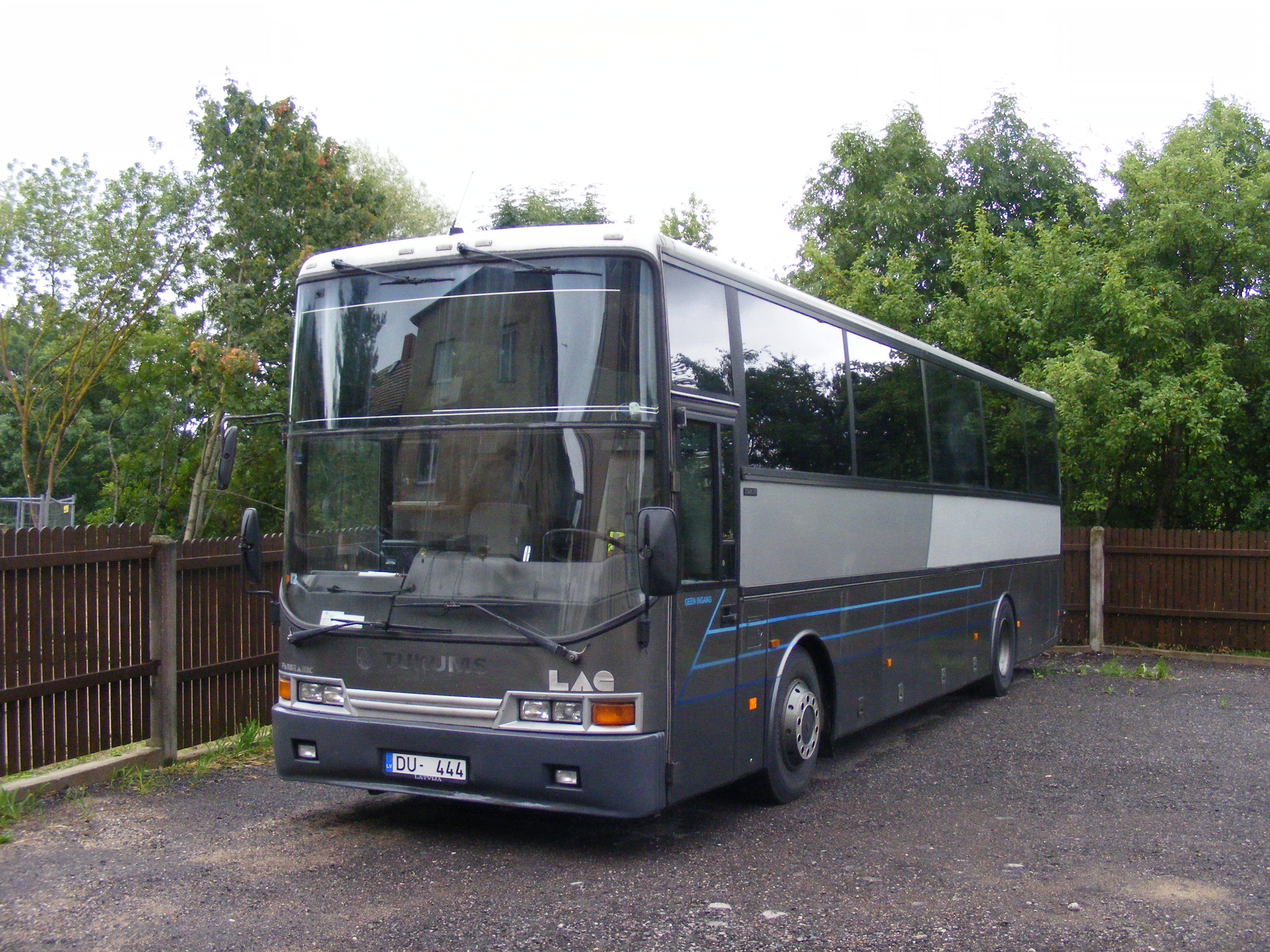
LAG Panoramic

| Model         | LAG AI 300                                                                                     | LAG Galaxy Integral        | LAG Tristar | LAG Panoramic            |
| ------------- | ---------------------------------------------------------------------------------------------- | -------------------------- | --- | ------------------------ |
| Długość       | 11 660 mm                                                                                      | 11 780 mm                  | 7 770 mm | 11 950 mm                |
| Szerokość     | 2 440 mm                                                                                       | 2 490 mm                   | 2 270 mm | 2 490 mm                 |
| Wysokość      | 3 600 mm                                                                                       | 3 500 mm                   | 2 720 mm | 3 550 mm                 |
| Rozstaw osi   | 5 500 mm                                                                                       | 5 900 mm                   | 3 335 mm (I - II oś) 1 050 mm (II - III oś)                                                                                            | 5900 mm                  |
| Silnik        | b.d.                                                                                           | DAF DKT 1160 VS            | Mercedes OM 352/OM 352 A | DAF DKT 1160 VS          |
| Moc nominalna | b.d.                                                                                           | 280 KM                     | 130 KM/168 KM | 280 KM                   |
| Liczba miejsc | 90 miejsc ogółem (39 siedzących i 51 stojących) 85 miejsc ogółem (45 siedzącyh i 40 stojących) | 49 + 1 + 1 max. 53 + 1 + 1 | 19 siedzących + kierowca (VIP) 29 siedzących + kierowca (Touring, Economic) 46 ogółem (20 siedzących + 25 stojących + kierowca) (City) | 49 + 1 + 1 max. 53 +1 +1 |

### EOS Coach Manufacturing Company

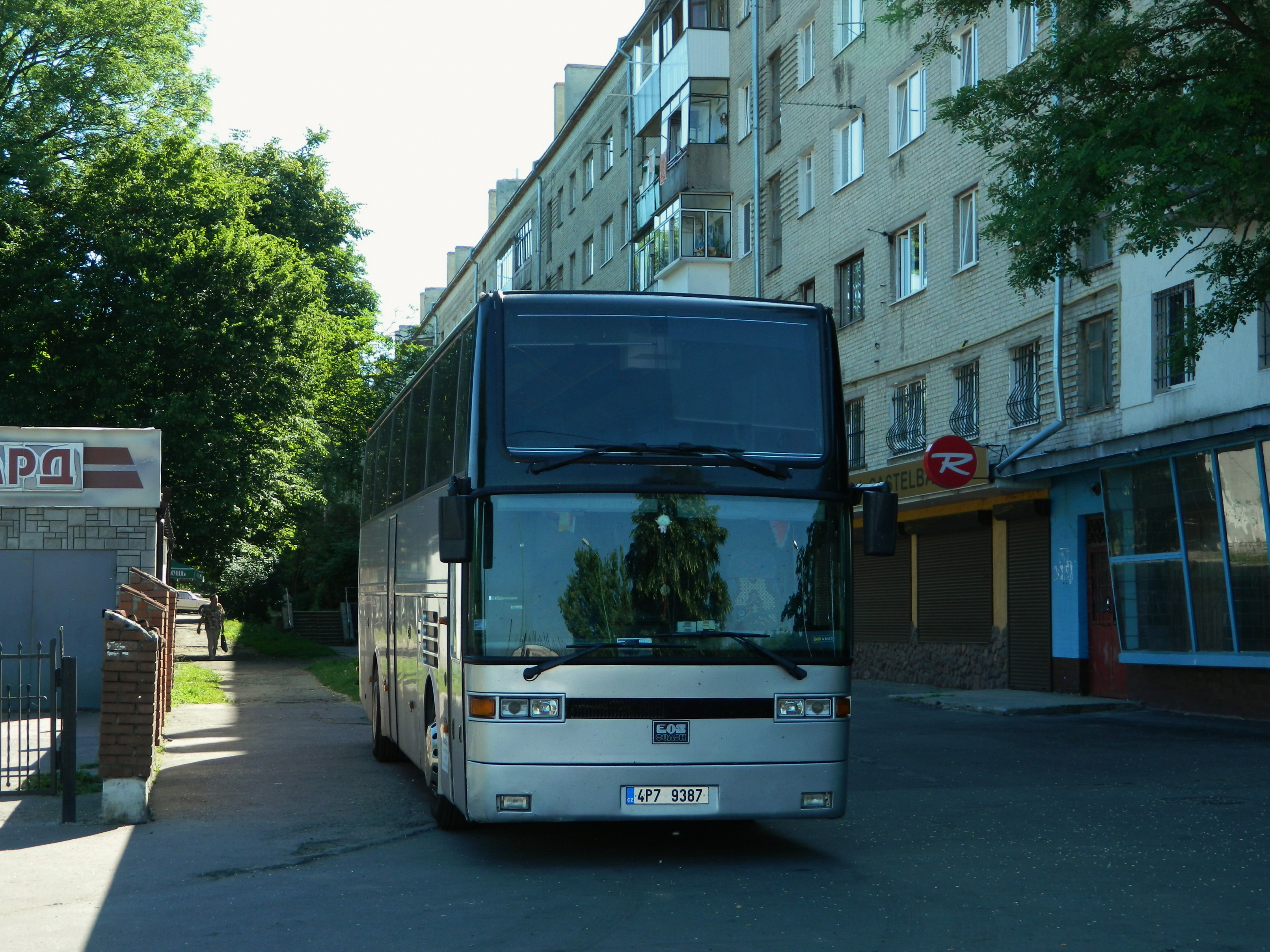
EOS 100

Przejęcie przez Van Hool zakładów LAG Bus było komentowane we wrześniu 1990 r. jako posunięcie zapewniające dodatkowe moce przerobowe i nowy model dla marki Van Hool. Ponadto stanowiło przejaw ówczesnej tendencji przejmowania pomniejszych producentów funkcjonujących na rynku autobusowym i wiązaniem się w konsorcja, jak np. United Bus (w skład wchodziły DAF Bus, Bova, Optare, Den Oudsten i DAB) czy Volvo Bus (przejęcie Leyland Bus w 1988 i 75% akcji Steyr Bus w 1990), Wraz ze przejęciem LAG, oficjalne przedstawicielstwo w Wielkiej Brytanii przemianowano na Van Hool of Wellingborough. Producent porzucił nawiązania do marki LAG oraz zredukował gamę modeli na rzecz prototypowego EOS, wprowadzając na rynek jako EOS 100, oferując go, jak i przyszłe modele marki, w swojej sieci dealerskiej. Po ośmiu miesiącach od debiutu, w marcu 1991 EOS 100 został zmodernizowany - zmianom uległy fotele, podgrzewanie przedniej szyby, elektryczne żaluzje słoneczne i pięciolitrowy bojler na wodę. Seryjnie oferowano 354-konny silnik DAF DKTX ATI sprzężony ze skrzynią manualną ZF; opcjonalnie, przy szerszym zainteresowaniu klienteli, mógł być zasilany silnikiem Cummins i wyposażony we pneumatyczne zawieszenie. Na rynku brytyjskim, ceną £135 000 był pozycjonowany wyżej w gamie Van Hool od T8 Alicron (£121 000) EOS Coach planowało zainwestować 250 milionów franków w latach 1991–1992 r, aby zwiększyć produkcję i poprawić logistykę. Przychody w 1990 osiągnęły 2,7 miliarda, w 1989 ponad 2,4 md. Przepływ gotówki zwiększył się dwukrotnie do 108 milionów. Odnotowało ponad 90 milionów zysku (przed opodatkowaniem). W marcu 1991 producent ogłosił ambitny plan wybudowania 250 autokarów w tym roku.Kapitał spółki wynosił 500 milionów. Podczas targów motoryzacyjnych we Kortrijk, we październiku 1991 zaprezentowano model EOS 200 zaprojektowany pod francuski rynek i rywalizację z modelem FR1 oferowanym przez Renault. Model 200 wyróżniał się zaokrąglonym frontem i niższą przednią szybą, seryjnie napędzany 354-konnymi silnikami MAN (opcja już dostępna w EOS 100), alternatywnie silnikami DAF sprzężoną z manualną skrzynią ZF z retarderem. Na rynku brytyjskim, gdzie zadebiutował w listopadzie 1991 r, kosztował £139 500. Zamówienie na nowy model złożyło Scarlet Band Coaches of County Durham, 17 kolejnych zamówili przewoźnicy kontynentalni. Pierwsze egzemplarze EOS 200 miały dotrzeć w marcu 1992 r., importer miał nadzieję, że 10 sztuk 53-miejscowych 200 zostanie sprzedanych w ciągu roku od Wielkanocnego Southhampton Rally. Produkcja EOS 100 była nadal kontynuowana, ciesząc się dużym zainteresowaniem w Niemczech i mniejszym w Wielkiej Brytanii. Sprzedaż w Wielkiej Brytanii wyniosła 25 EOS-ów 100, w Europie - 200 sztuk. W grudniu 1991 r. EOS Coach znajdowało się w trudnej sytuacji finansowej. We wrześniu 1992 zagrażały zakładom zwolnienia, które dotknęłyby 45 pracowników umysłowych i 55 fizycznych. Stanowiło to element programu naprawczego, który wymagał zmiany struktury organizacyjnej. W 1994 dokonano restylizacji gamy EOS. Pod koniec 1995 gama modelowa EOS składała się z modeli: 80, 90, 200, 230, 233. Roczna produkcja wynosiła 200 sztuk. W czerwcu 1999 zakłady uległy rozbudowie, zwiększając liczbę linii produkcyjnych z 1 do 3, i produkcję ze 100 do 150 sztuk (przy czym ta mogła się zwiększyć do 600, przy długoterminowym zatrudnieniu). Zatrudnienie liczyło ponad 230 osób. Miesiąc później, otrzymały zamówienie na 17 autokarów EOS (15 modelu 200 i 2 modelu 80) od Group Eltebe i jej oddział Les Voyages Belges (rok temu, zamówienie na 8 pojazdów). Politykę zakładu EOS prowadził Eric van Hool z sukcesami. Plany przyszłościowe zakładów EOS Coach szacowało się na dodatkowe 600 miejsc pracy w ciągu 5 lat. W 1999 zjechało 128 autokarów EOS. Od początku funkcjonowania marki na rynku wyprodukowano ok. 2000 sztuk autokarów. W kwietniu 2000 firma zdobyła zamówienie na dostawę 8 autokarów modelu 90 do Palestyny. Minister flamandzki ds. handlu zagranicznego Johan Sauwens, kierujący misją handlową zapowiedział udzielenie pożyczki subwencyjnej w wysokości 22 mln franków na kontrakt opiewający na kwotę 70 milionów franków. Kontrakt był dla firmy o tyle ważny, że to pierwsze zamówienie spoza Europy (modele EOS były oferowane wyłącznie w Europie). Zakład zatrudniał ok. 270 osób i obroty w wysokości 1,4 mld franków. Autokary zostały wyposażone między innymi w wydajną klimatyzację, zmodyfikowane zawieszenie i inne środki zapobiegające przedostawaniu się kurzu do najważniejszych części. Ostatnie egzemplarze EOS wyjechały w 2002 r. Dalsza działalność zakładów opierała się na produkcji autokarów Van Hool serii T9.
Panujący kryzys finansowy w 2008 r. dotknął fabrykę zatrudniającą wówczas ok. 200 osób. W związku z kryzysem motoryzacyjnym i spadkiem zamówień na autobusy, w styczniu 2009 zakłady przeszły na dwutygodniowy system pracy, gdzie po nim następowały 2 tygodnie bezrobocia ekonomicznego – w efekcie produkcja spadła z 4 do 2 autokarów tygodniowo. Profilem zakładów była produkcja autokarów turystycznych i autobusów międzymiastowych/lokalnych – główny rynek zbytu stanowiła Francja, W okresie 2005 – maj 2008 produkcja następowała w systemie ciągłym. Zakłady uległy pożarowi 18 kwietnia 2011 r, ok. godz. 14:30 – ogień się pojawił w sekcji lakierniczej, w instalacji odciągowej. Dzięki działaniom wewnętrznej straży pożarnej oraz strażaków z Bree, pożar został szybko opanowany i nie spowodował większych szkód. W październiku 2011  w trakcie targów w Kortrijk został przedstawiony nowy model wyprodukowany w fabryce EOS, Alicron TX. Zakłady zatrudniały 200 pracowników, natomiast produkcja w tygodniu wynosiła 3 pojazdy. Autokar wygrał „Grand Prix Targów”. W styczniu 2012 w ramach kontraktu zawartego przez Van Hool miało wspólnie z zakładami w Lier zbudować 210 autokarów. Ponadto, 27 stycznia 2012 firma-matka podjęła decyzję o budowie zakładów w Skopje. Otwarcie zakładów w maju 2014 wzbudzało niepokój pracowników EOS o bycie pierwszymi w kolejce w razie potencjalnych oszczędności. Zatrudniano 170 pracowników. Rzecznik firmy macierzystej uspokajał pracowników, że zakłady są bezpieczne. W Bree wykonywano specjalistyczne prace na zlecenie. Poważnym zamówieniem stała się realizacja ogłoszonego kontraktu w październiku 2014 na 106 autobusów dla algierskiego przewoźnika. Pod koniec stycznia wybuchła plotka o zamknięciu EOS Coach 11 marca 2016 podjęto decyzję o zamknięciu fabryki EOS Coach Manufacturing Company, pozbawiając pracy 161 pracowników. Ta przynosiła straty od ostatnich 3 lat, zaś lista zamówień była pusta na kolejne półrocze. Produkcja w Belgii była dla firmy kosztowna, stąd dywersyfikacja produkcji w Macedonii. Zamknięcie było podyktowane coraz wyższą presja na rynkach europejskich i amerykańskich, gdzie firmy dla utrzymania konkurencyjnych cen swych wyrobów przenosiły swoje produkcję do krajów o niskich płacach. Dla pracowników zapewniono plan socjalny w postaci możliwości przejścia na wcześniejszą emeryturę dla pracowników powyżej 55 roku życia. Fabryka w Bree produkowane były wersje specjalne i niestandardowe autobusy.. Dano możliwość przejścia pracowników do zakładów w Koningshooikt i premię pomostową. 15 sierpnia fabryka miała zostać ostatecznie zamknięta, Dla kontrastu, Van Hool w roku zamknięcia fabryki osiągnął o 7 proc. lepsze wyniki niż w 2014 r. i postanowił zainwestować dodatkowe środki w podwojenie produkcji fabryki w Macedonii. Tereny fabryki zostały zakupione przez zakład Smeets & Zonen zajmujący się serwisem i konserwacją pojazdów ciężarowych, posprzedażą pojazdów ciężarowych. Inwestycja w tereny, które miały scentralizować działalność zakładów miały wynieść 8 milionów. Teren wynosi 13 hektarów, z czego 20 tys. metrów jest zabudowanych.

## Gama modeli EOS
| Nazwa modelu   | EOS 80                                                        | EOS 90                                               | EOS 90L                                              | EOS 100                                   | EOS 200                                             | EOS 200L                                            | EOS 230                  | EOS 233                                                                           |
| -------------- | ------------------------------------------------------------- | ---------------------------------------------------- | ---------------------------------------------------- | ----------------------------------------- | --------------------------------------------------- | --------------------------------------------------- | ------------------------ | --------------------------------------------------------------------------------- |
| Lata produkcji | 1993 - 2001                                                   | 1992 - 2001                                          | 1997 - 2001                                          | 1990 - 1995                               | 1991 - 2002                                         | 1997 - 2001/2                                       | 1995 - ok. 1998 r        | 1995 - 2001/2                                                                     |
| Długość        | 9 500 mm                                                      | 11 980 mm                                            | 12 750 mm                                            | 11 980 mm                                 | 11 980 mm                                           | 12 750 mm                                           | 11 980 mm                | 13 500 mm                                                                         |
| Szerokość      | 2500 mm                                                       | 2500 mm                                              | 2500 mm                                              | 2500 mm                                   | 2500 mm                                             | 2500 mm                                             | 2500 mm                  | 2500 mm                                                                           |
| Wysokość       | 3 390 mm                                                      | 3 390 mm                                             | 3 390 mm                                             | 3 650 mm                                  | 3 665 mm                                            | 3 665 mm                                            | 3 665 mm                 | 3 665 mm                                                                          |
| Rozstaw osi    | 4 490 mm                                                      | 5 800 mm                                             | b.d.                                                 | 5 800 mm                                  | 5 800 mm                                            | b.d                                                 | b.d.                     | > 6 695 mm                                                                        |
| Silnik         | Mercedes OM 401 LA Euro 1                                     | MAN D2866 LOH 23 Euro II Mercedes OM 442 LA Euro III | MAN D2866 LOH 23 Euro II Mercedes OM 442 LA Euro III | MAN D2866 LOH 07 Turbo Intercooler Euro I | MAN D2866 LOH 23 Euro II Mercedes OM 442 LA Euro II | MAN D2866 LOH 23 Euro II Mercedes OM 442 LA Euro II | MAN D2866 LOH 23 Euro II | MAN D2866 LOH 23 Euro II                                                          |
| Moc nominalna  | 299 KM                                                        | 310 KM<br/>410 KM                                    | 410 KM                                               | 370 KM                                    | 350 KM                                              | 410 KM                                              | 400 KM                   | 400 KM                                                                            |
| Liczba miejsc  | 34 + 5 + kierowca + pilot 34 + 3 + kierowca + pilot + toaleta | 55 + kierowca + pilot                                | 57 + kierowca + pilot                                | 54 49 + kierowca + pilot                  | 55 + kierowca + pilot                               | 53 + kierowca + pilot 48 + kierowca + pilot         | 44 + kierowca + pilot    | 61 + kierowca + pilot + toaleta 44 klasy Royal Class + kierowca + pilot + toaleta |

## Galeria

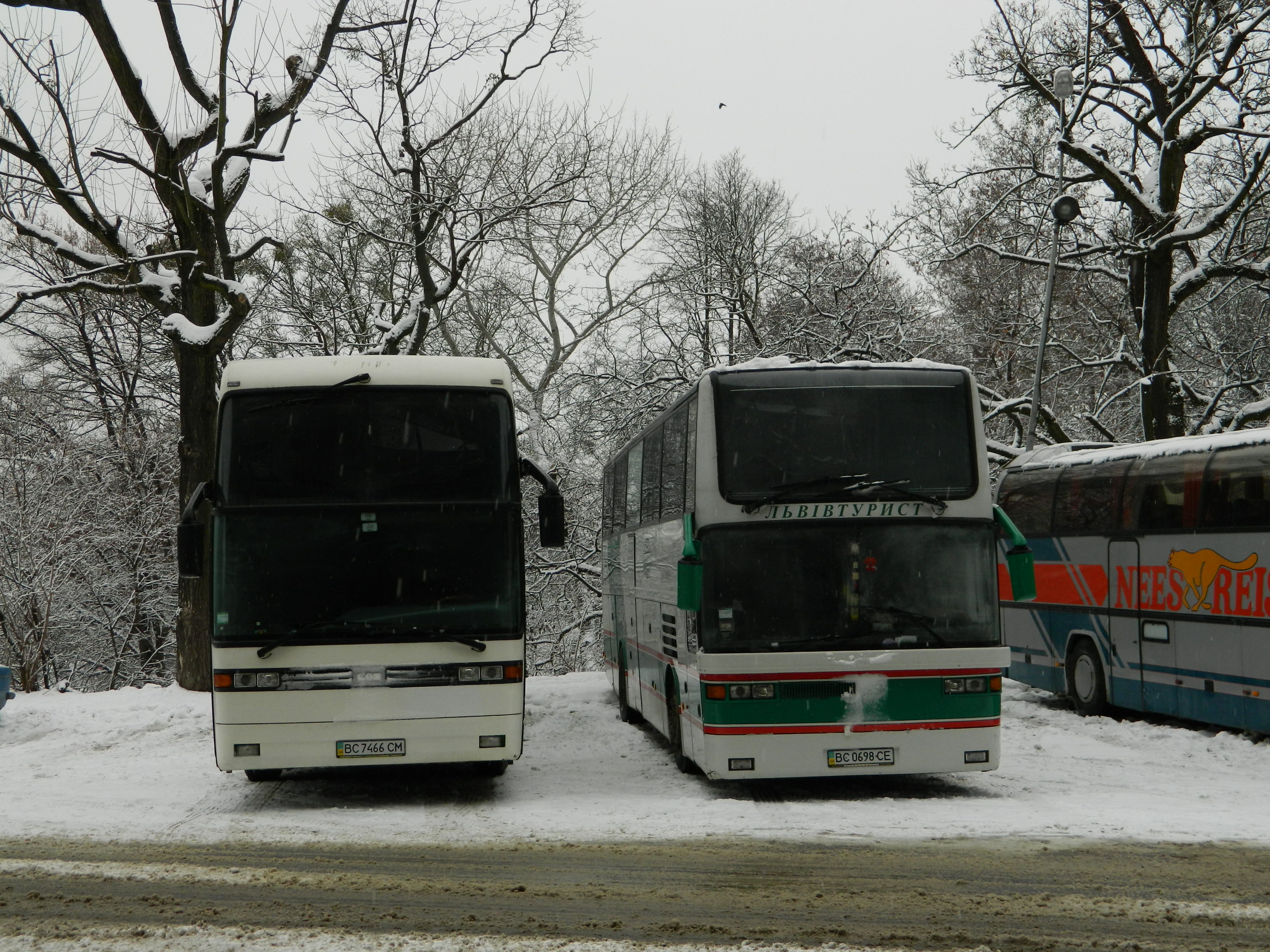
EOS 200 (po lewej) i EOS 100 (po prawej)
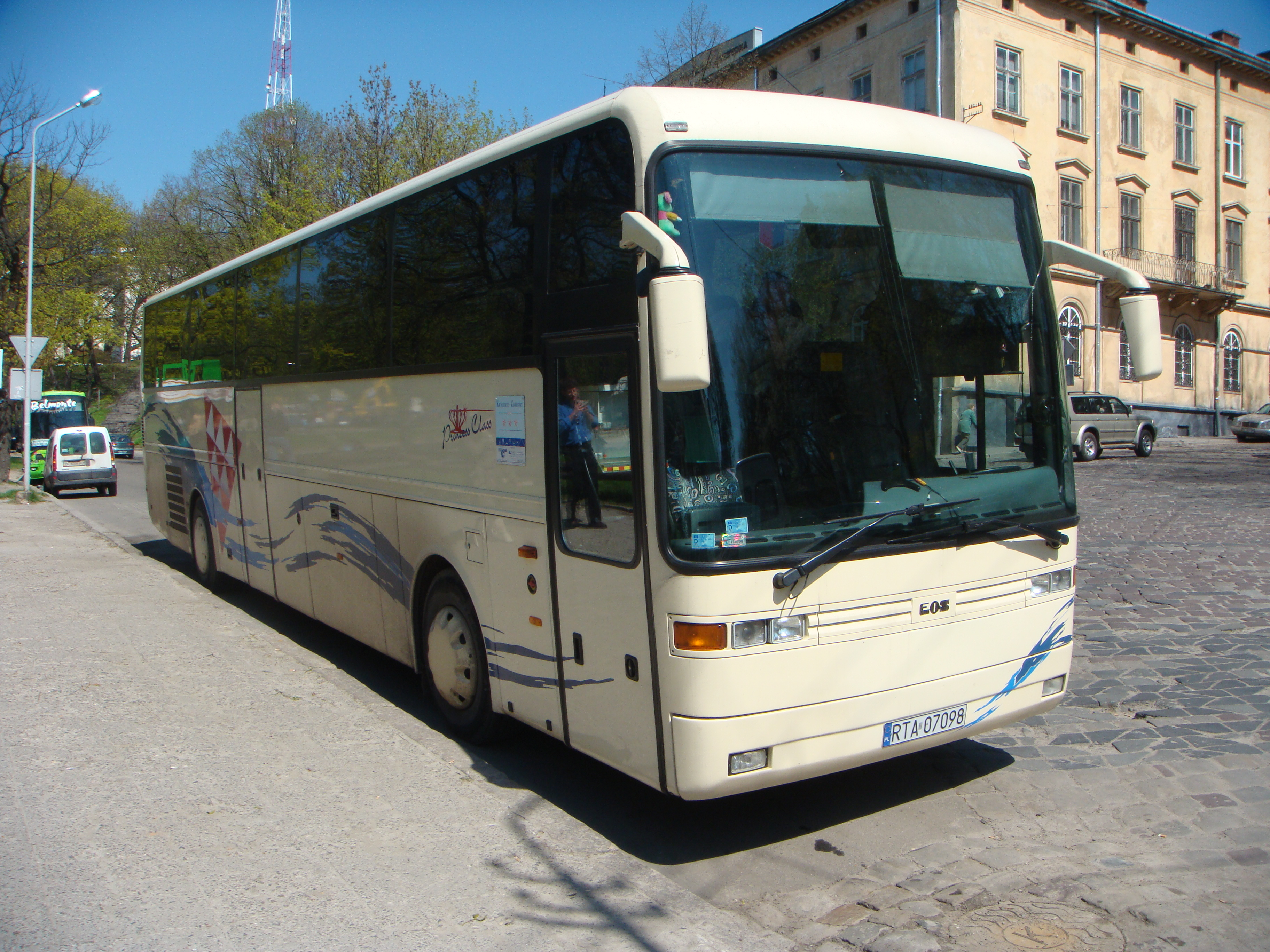
EOS 90
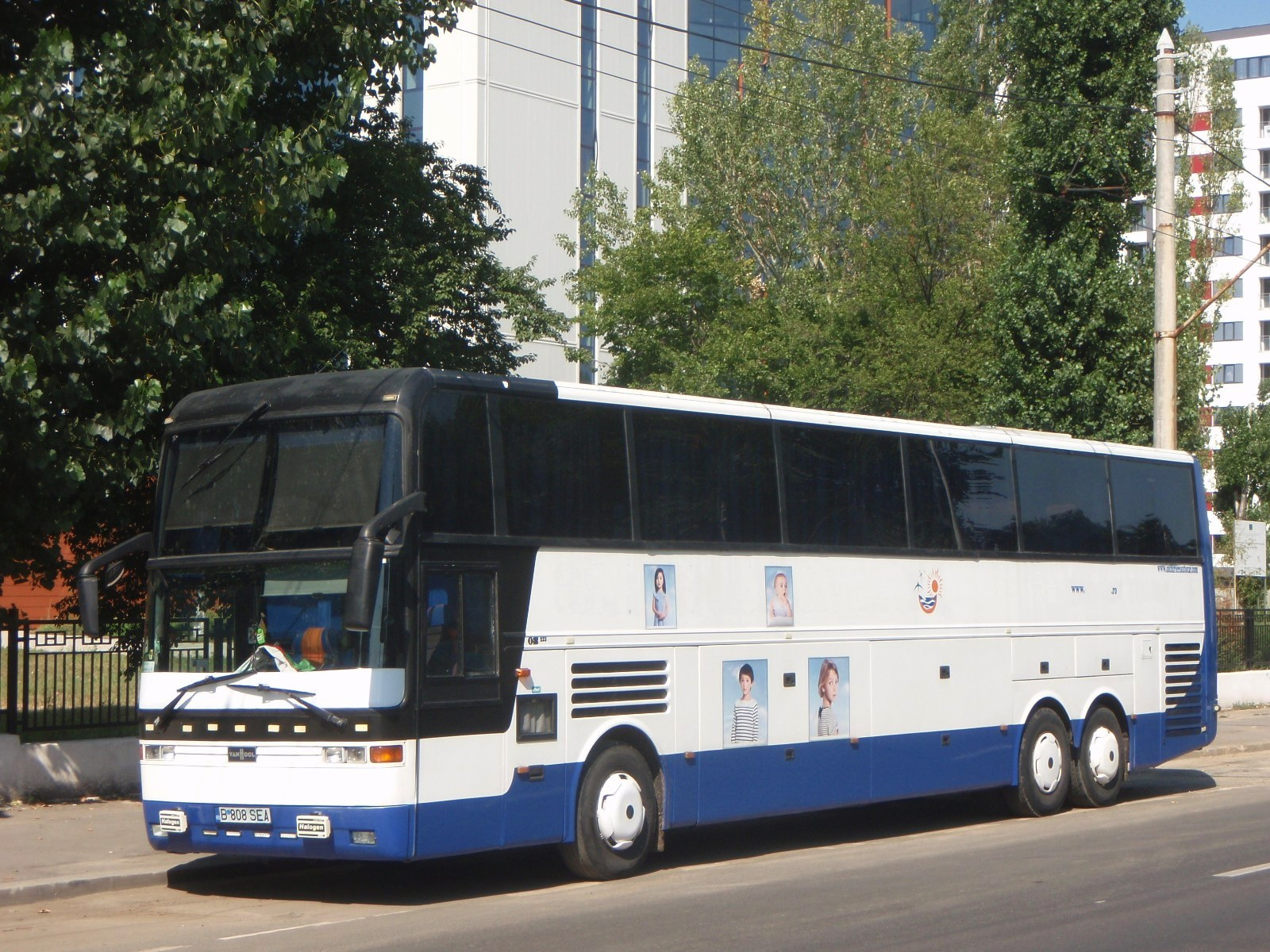
Van Hool EOS 233
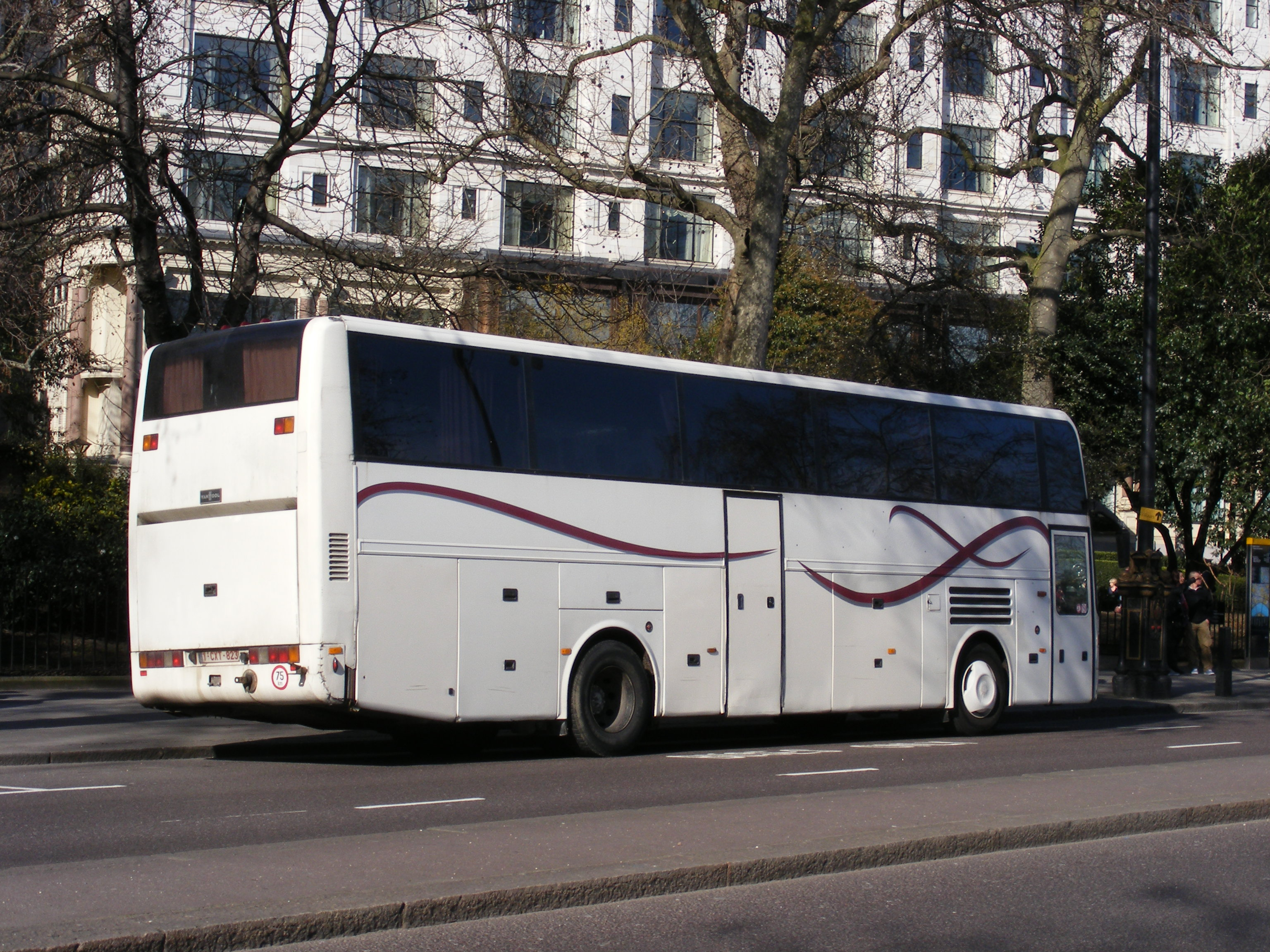
Tył pojazdu